# 一柳直郷
一柳 直郷（ひとつやなぎ なおさと）は、江戸時代中期の旗本。通称は献吉。江戸幕府の火事場見廻役を務めた。旗本寄合一柳家（播磨高木陣屋5000石）の、『寛政重修諸家譜』編纂時点での当主である。

## 生涯
実父は阿部正韶。安永2年（1773年）、一柳直住の末期養子として迎えられ、18歳で家督を継ぐ。正室の実父は、一柳家先々代当主（直住の養父）である一柳寛直で、直住正室の妹にあたり、直住の養女として直郷に嫁いでおり、直郷は直住の婿養子の形式をとっている。
安永4年（1775年）、徳川家治に初謁。寛政9年（1797年）、火事場見廻役を務める。
文化4年（1807年）、52歳で没。家督は子の一柳直敬（『寛政譜』には「順之助」として載る）が継いだ。

## 備考
- 能書家として知られる小松藩主一柳直卿（一柳頼徳）は、しばしば「直郷」と誤記される[注釈 2]。